# سپرماهی الماس
سپرماهی الماس (نام علمی: Hypsopsetta guttulata) نام یک گونه از تیره کفشک‌ماهیان راست‌روی است.